# People Can Fly
People Can Fly Sp. z o.o er et polsk computerspilsfirma etableret i 2002. Firmaet har bl.a. Udviklet spillet Fortnite sammen med Epic Games. I 2012 skiftede firmaet navn til Epic Games Poland